# 네이처
《네이처》(영어: Nature)는 세계에서 가장 오래되고 저명하다고 평가되는 영국의 과학 학술지다. 자연과학, 공학 등 다양한 분야에서 동료평가를 거쳐 우수한 논문들을 게재한다. 미국이나 아시아 등지에도 지부가 있으며 슈프링어 네이처를 통하여 발행되고 있다. 전세계에서 가장 많이 인용되는 학술지 중 하나로, 2019년 기준 42.778의 피인용지수를 가지고 있다. 2012년 기준으로 대략 300만 명의 온라인 구독자를 보유하고 있었다.
1869년 11월 4일에 조지프 노먼 로키어가 창간했으며 20세기 중후반을 거치며 과학적 저널리즘의 배양과 편집자 네트워크의 형성으로 그 저명도가 꾸준히 향상되어 현재에 이른다.
네이처에 게재되는 주요 연구는 가볍게 편집된 형식의 논문이 주류를 이룬다. 길이에 제한이 있어서 내용은 기술적이고 밀도가 큰 편이다. 과학적·기술적 혁신이나 진보를 이룬 연구도 게재된다. 네이처에 게재되는 논문은 일반적으로 높은 사회적 평가를 받으며 그래서 학술 비리나 논쟁도 많다. 제출되는 논문 중 실제 게재되는 논문은 8% 미만이라고 한다.
회원들의 기부로 이루어지는 사이언스와 달리 네이처는 상업지에 해당한다. 2013년 노벨 생리학·의학상을 받은 랜디 셰크먼은 사이언스, 셀과 함께 네이처가 상업주의에 빠졌다고 비판했으며 "주류 학술지의 전횡을 막기 위해 연구논문 기고를 전면 중단"하겠다고 말하기도 했다.

## 역사

### 배경
19세기 과학과 수학의 큰 진보는 영어, 프랑스어, 독일어 등의 저널이 성장하는 기회가 되었다. 특히 19세기 후반 영국은 기술과 공업의 변화와 진보를 경험하고 있었다. 당시 영국에는 왕립협회가 심사하는 과학지를 비롯해서 많은 정기간행물이 있었고 1850년대부터 1860년대에 걸쳐 이러한 간행물은 배로 증가했다.
네이처가 창간되기 이전에 영국에 있던 주요 학술지 중 《Recreative Science: A Record and Remembrancer of Intellectual Observation》가 있었다. 1859년에 창간되어 자연사를 다루다가 나중에는 제목도 몇 차례 바뀌고 다루는 주제도 변경되어 갔다. 《Intellectual Observer》로 이름을 바꿀 무렵에는 천문학, 고고학, 문학, 예술까지도 다루고 있었다. 1862년에는 《Popular Science Review》, 1863년에는 《The Reader》, 1864년에는 《Quarterly Journal of Science》, 1868년에는 《Scientific Opinion》 등이 창간됐다.
하지만 이러한 정기간행물의 대부분은 성공하지 못했다. 《Popular Science Review》가 20년 이어졌지만 1881년에 폐간됐으며 나머지 간행물도 1870년대와 1880년대에 폐간되었다.

### 창간

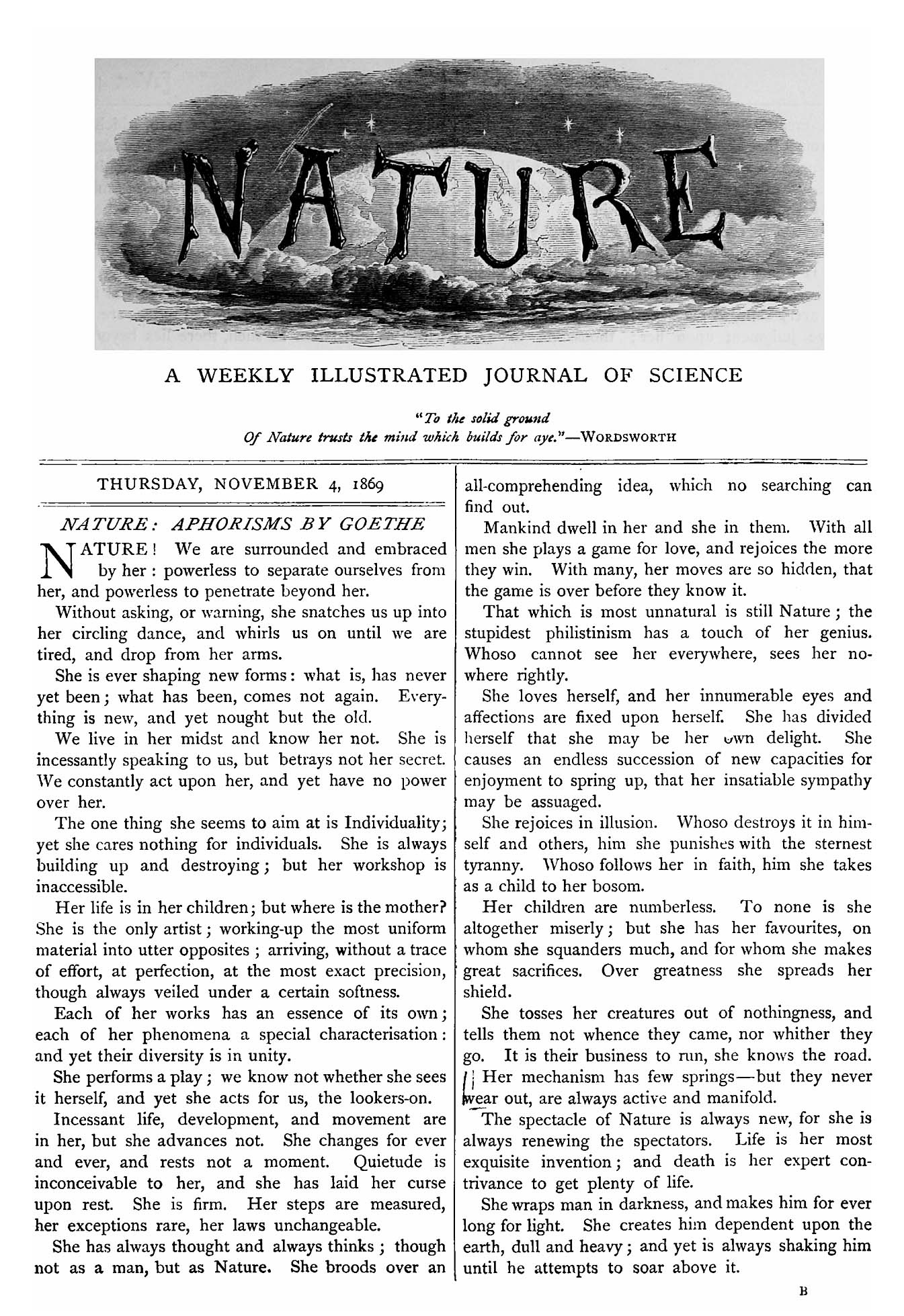
최초의 타이틀 페이지(1869년 11월 4일)

1867년 《The Reader》가 폐간된 후 편집자를 담당했던 천문학자 로키어가 1869년 《네이처》를 창간했다. 창간호에 게재된 제명(題銘)은 낭만주의 시인 윌리엄 워즈워스의 작품 「A VOLANT TRIBE OF BARDS ON EARTH ARE FOUND」에서 인용된 다음의 문구다.
To the solid ground of Nature trusts the mind that builds for aye.
《네이처》는 맥밀런 출판사에 의해 출판되었으며 기존의 정기간행물과 마찬가지로 "교양 있는 독자에게 과학적 지식의 진보에 대해, 접근 가능한 포럼을 제공"하라 것을 시도했다. 재닛 브라운은 "동시대 과학지와 비교할 수 없는 토론을 목적으로 하는 잡지로써 탄생하고 키워졌다"고 말했다.
창간 당시 《네이처》는 X 클럽이라 불리는 멤버들이 쓴 기사로 구성됐다. X 클럽은 자유주의적이고 진보적이면서 다소 물의를 일으키는 과학적 신념을 가진 학자들이 모여 있었다. 토머스 헨리 헉슬리, 조지프 돌턴 후커, 허버트 스펜서, 존 틴들 등이 X 클럽의 주요 멤버였으며 이들은 당시 보수적 과학자들로부터 많은 비판을 받은 다윈주의와 공통 조상 이론에 대한 강력한 지지자들이기도 했다.
1966년부터 1973년까지, 그리고 1980년부터 1995년까지 편집자를 맡았던 존 매덕스는 《네이처》 100주년을 기념하는 만찬장에서 《네이처》가 독자들의 사랑을 받았던 것은 저널리즘의 특질 때문일 것이라고 말했다. 또한 매덕스는 맥밀런 가문이 수년간 재정적 지원을 해주었기에 다른 과학학술지보다 자유롭게 번영하고 발전할 수 있었다고 주장했다.

### 확장과 발전
1970년 워싱턴 D.C.에 사무소를 개설했다. 이후 1985년 뉴욕, 1987년 도쿄와 뮌헨, 1989년 파리, 2001년 샌프란시스코, 2004년 보스턴, 2005년 홍콩에 잇달아 사무소를 열었다. 1971년 편집장 매덕스는 월요일에 발행하는 《Nature Physical Sciences》, 수요일에 발행하는 《Nature New Biology》, 금요일에 발행하는 《Nature》로 분할했지만 매덕스가 편집장에서 물러난 뒤 1974년 다시 《네이처》로 통합됐다.
1980년대 《네이처》는 크게 확장했고 네이처 리서치를 구성하는 10개가 넘는 저널이 발행됐다. 1996년 웹사이트를 개설했고 1999년 네이처 리서치는 네이처 출판 그룹(Nature Publishing Group)으로 발전하고 Nature Reviews를 창간했다. 2012년 기준으로 약 300만 명이 웹사이트를 방문하고 있으며 사이트에서는 무료로 열람 가능한 기사도 있다.
2008년 10월 30일 《네이처》는 2008년 미국 대통령 선거 당시 버락 오바마를 지지하면서 처음으로 미국 대통령 후보를 지원했다. 2012년 10월 아랍어판 저널이 처음 발행됐다. 창간 당시 가입자는 약 1만 명 정도였다.

## 네이처 출판 그룹 개요
네이처 출판 그룹(Nature Publishing Group)은 800여 명의 직원이 있으며 주요 사무소는 런던, 뉴욕, 도쿄에 위치하고 있다. 이외의 사무소로는 샌프란시스코, 서울, 워싱턴 D.C., 보스턴, 파리, 뮌헨, 홍콩, 멜버른, 구르가온, 멕시코시티 그리고 베이싱스토크에 위치하고 있다. 2015년 슈프링어 네이처(Springer Nature)로 바뀌기 전, 네이처 출판 그룹(Nature Publishing Group)은 홀츠브링 출판 그룹(Holtzbrinck Publishing Group)이 소유한 자회사인 맥밀런 사이언스 앤드 에듀케이션(Macmillan Science and Education)의 일부분이었다.

## NPG 제품
인쇄 및 온라인 저널. 2016년 9월을 기준으로 NPG는 148종의 저널을 출판하고 있다. 기존의 Nature Clinical Practice 시리즈는 2009년 4월 Nature Reviews 시리즈로 새롭게 변경되었다.

## 같이 보기
- 오픈 액세스